# Anna d'Asburgo (regina di Spagna e Portogallo)
Anna d'Austria (Cigales, 1º novembre 1549 – Badajoz, 26 ottobre 1580) è stata regina consorte di Spagna e Portogallo.

## Biografia

### Infanzia
Figlia primogenita dell'imperatore Massimiliano II d'Asburgo, e di sua moglie, Maria di Spagna. I suoi nonni materni erano l'imperatore Carlo V e Isabella d'Aviz, mentre quelli paterni erano l'imperatore Ferdinando I e Anna di Boemia e Ungheria.
Carlo V e Ferdinando I erano fratelli, entrambi figli di Giovanna di Castiglia e di Filippo I d'Asburgo.
All'età di quattro anni si trasferì, insieme alla famiglia, a Vienna.
Anna era considerata la figlia prediletta di suo padre. La storia racconta che lui si divertiva a giocare con lei e una volta una riunione di Stato in Ungheria venne rinviata perché Anna era malata. Ricevette un'educazione cattolica, anche se suo padre era un simpatizzante luterano.

## Matrimonio
In quanto figlia maggiore dell'imperatore, Anna era una candidata desiderabile per il matrimonio presso le corti europee. I suoi genitori pensarono in un matrimonio spagnolo per rafforzare i legami tra le famiglie degli Asburgo. Inizialmente considerarono suo cugino Carlos, unico figlio di suo zio materno Filippo II di Spagna. Questi piani furono scartati nel 1568, quando Carlos morì. I piani per un matrimonio spagnolo furono ripresi quando la terza moglie di Filippo, Elisabetta di Valois, morì di parto nel 1568. Di conseguenza, Filippo rimase vedovo con due figlie, Isabella Clara Eugenia e Caterina Michela. In assenza di un erede maschio, Filippo decise di risposarsi.
L'accusa di consanguineità tra i coniugi fece sì che Papa Pio V manifestasse le sue riserve su tale legame, ma alla fine concesse la necessaria dispensa. Nel febbraio 1569 fu annunciato il fidanzamento di Anna con suo zio Filippo II. Le capitolazioni del matrimonio furono firmate a Madrid il 24 gennaio 1570. Il matrimonio, celebrato per procura nel Castello di Praga il 4 maggio 1570. Anna viaggiò dall'Austria alla Spagna nell'autunno del 1570 accompagnata dai fratelli Alberto e Venceslao.
Anna attraversò il Canale della Manica, dove Elisabetta I inviò i suoi ammiragli, Charles Howard e William Wynter, per offrire supporto e un passaggio sicuro. Viaggiarono attraverso i Paesi Bassi, dove Anna fu avvicinata da amici e parenti di Floris di Montmorency, il fratello minore del giustiziato Filippo di Montmorency, conte di Horn. Floris era stato imprigionato in Spagna dal 1567. Ora che il re Filippo si era sposato, la famiglia e gli amici di Floris speravano in un atto di clemenza. Ricevettero una promessa dalla futura regina che avrebbe fatto tutto il possibile per liberare Floris. Tuttavia, non ebbe successo, poiché Floris fu strangolato per ordine del re. Il 3 ottobre Anna raggiunse il suolo spagnolo, nel porto di Santander.

### Regina di Spagna
Gli sposi trascorsero la luna di miele al Palazzo Valsaín, uno dei preferiti di Filippo II. Al suo arrivo in Spagna, ad Anna è stata assegnata una nuova casa formata sotto la direzione dell'esperta e influente dama di compagnia Margarita de Cardona, che in precedenza era stata la dama di compagnia di sua madre e che l'aveva conosciuta fin dall'infanzia. La regina Anna è stata descritta come vivace e allegra, ed è riuscita ad alleviare parte dell'atmosfera desolata alla corte spagnola. Si occupava principalmente di ricamo.
Il matrimonio tra Anna e Filippo è descritto come felice. Oltre ad essere la figlia prediletta di suo padre, Anna era anche la moglie più amata dal sovrano. Secondo i diplomatici, il re era innamorato della sua giovane sposa. Non ci sono documenti che Filippo II abbia avuto amanti durante il periodo del suo matrimonio. Anna aveva una personalità molto simile alla sua, e le era devoto. Filippo II era un monarca coscienzioso e aveva rapporti con Anna due volte a settimana, oltre a visitare la camera da letto di sua moglie fino a tre volte al giorno.
Anna è stata anche descritta come una buona matrigna dalle figlie di Filippo.
Anna e Filippo ebbero cinque figli:
- Ferdinando, principe delle Asturie (4 dicembre 1571-18 ottobre 1578);
- Carlo Lorenzo (12 agosto 1573-30 giugno 1575);
- Diego, principe delle Asturie (15 agosto 1575-21 novembre 1582);
- Filippo III di Spagna (3 aprile 1578-31 marzo 1621)[4];
- Maria (14 febbraio 1580-5 agosto 1583).

## Morte
Nel 1580 si trovava a Badajoz, dove la corte si era stabilita brevemente a causa della pretesa di Filippo II al trono portoghese. Anna morì proprio lì, otto mesi dopo aver dato alla luce la sua ultima figlia, per un'influenza che aveva colpito anche il marito. Filippo fu proclamato re del Portogallo il 12 settembre 1580 con il nome di Filippo I del Portogallo e giurò come tale alle Cortes a Tomar il 15 aprile 1581. Inizialmente fu sepolta nel monastero reale di Santa Ana a Badajoz, dove rimase per diversi anni, fino al suo trasferimento al Real Monastero di San Lorenzo de El Escorial. Come ricordo, le viscere della regina furono lasciate sepolte nel monastero di Santa Ana a Badajoz, dove attualmente rimangono sepolte nel pavimento del coro. Dopo la morte di Anna, Filippo II non si risposò.

## Ascendenza
|                           |                        |                          | Genitori                   |  |  | Nonni |  |  | Bisnonni               |  |  | Trisnonni                |  |
|                           |                        |                          |                            |  |  |       |  |  | Filippo I di Castiglia |  |  | Massimiliano I d'Asburgo |  |
|                           |                        |                          |                            |  |  |       |  |  | Filippo I di Castiglia |  |  | Massimiliano I d'Asburgo |  |
|                           |                        | Maria di Borgogna        |                            |  |  |       |  |  | Filippo I di Castiglia |  |  |                          |  |
| Ferdinando I d'Asburgo    |                        |                          |                            |  |  |       |  |  | Filippo I di Castiglia |  |  |                          |  |
|                           |                        | Giovanna di Castiglia    | Ferdinando II d'Aragona    |  |  |       |  |  |                        |  |  |                          |  |
|                           |                        | Giovanna di Castiglia    | Ferdinando II d'Aragona    |  |  |       |  |  |                        |  |  |                          |  |
|                           |                        | Giovanna di Castiglia    | Isabella di Castiglia      |  |  |       |  |  |                        |  |  |                          |  |
| Massimiliano II d'Asburgo |                        | Giovanna di Castiglia    |                            |  |  |       |  |  |                        |  |  |                          |  |
|                           |                        | Ladislao II di Boemia    | Casimiro IV di Polonia     |  |  |       |  |  |                        |  |  |                          |  |
|                           |                        | Ladislao II di Boemia    | Casimiro IV di Polonia     |  |  |       |  |  |                        |  |  |                          |  |
|                           |                        | Ladislao II di Boemia    | Elisabetta d'Asburgo       |  |  |       |  |  |                        |  |  |                          |  |
| Anna Jagellone            |                        | Ladislao II di Boemia    |                            |  |  |       |  |  |                        |  |  |                          |  |
|                           |                        | Anna di Foix-Candale     | Gastone II di Foix-Candale |  |  |       |  |  |                        |  |  |                          |  |
|                           |                        | Anna di Foix-Candale     | Gastone II di Foix-Candale |  |  |       |  |  |                        |  |  |                          |  |
|                           |                        | Anna di Foix-Candale     | Caterina di Navarra        |  |  |       |  |  |                        |  |  |                          |  |
| Anna d'Asburgo            |                        | Anna di Foix-Candale     |                            |  |  |       |  |  |                        |  |  |                          |  |
|                           | Filippo I di Castiglia | Massimiliano I d'Asburgo |                            |  |  |       |  |  |                        |  |  |                          |  |
|                           | Filippo I di Castiglia | Massimiliano I d'Asburgo |                            |  |  |       |  |  |                        |  |  |                          |  |
|                           | Filippo I di Castiglia | Maria di Borgogna        |                            |  |  |       |  |  |                        |  |  |                          |  |
| Carlo V d'Asburgo         | Filippo I di Castiglia |                          |                            |  |  |       |  |  |                        |  |  |                          |  |
|                           |                        | Giovanna di Castiglia    | Ferdinando II d'Aragona    |  |  |       |  |  |                        |  |  |                          |  |
|                           |                        | Giovanna di Castiglia    | Ferdinando II d'Aragona    |  |  |       |  |  |                        |  |  |                          |  |
|                           |                        | Giovanna di Castiglia    | Isabella di Castiglia      |  |  |       |  |  |                        |  |  |                          |  |
| Maria d'Asburgo           |                        | Giovanna di Castiglia    |                            |  |  |       |  |  |                        |  |  |                          |  |
|                           |                        | Manuele I del Portogallo | Ferdinando del Portogallo  |  |  |       |  |  |                        |  |  |                          |  |
|                           |                        | Manuele I del Portogallo | Ferdinando del Portogallo  |  |  |       |  |  |                        |  |  |                          |  |
|                           |                        | Manuele I del Portogallo | Beatrice del Portogallo    |  |  |       |  |  |                        |  |  |                          |  |
| Isabella d'Aviz           |                        | Manuele I del Portogallo |                            |  |  |       |  |  |                        |  |  |                          |  |
|                           |                        | Maria d'Aragona          | Ferdinando II d'Aragona    |  |  |       |  |  |                        |  |  |                          |  |
|                           |                        | Maria d'Aragona          | Ferdinando II d'Aragona    |  |  |       |  |  |                        |  |  |                          |  |
|                           |                        | Maria d'Aragona          | Isabella di Castiglia      |  |  |       |  |  |                        |  |  |                          |  |
|                           |                        | Maria d'Aragona          |                            |  |  |       |  |  |                        |  |  |                          |  |